# A teraz coś z zupełnie innej beczki
A teraz coś z zupełnie innej beczki (ang. And Now For Something Completely Different) – pierwszy, powstały w roku 1971, pełnometrażowy film grupy Monty Pythona.

## Ekipa
Występują:
- Graham Chapman
- John Cleese
- Eric Idle
- Terry Jones
- Michael Palin
- Carol Cleveland
- Connie Booth

Animacje:
- Terry Gilliam

Producent wykonawczy:
- Victor Lownes

Produkcja:
- Patricia Casey

Reżyseria:
- Ian MacNaughton

## Informacje ogólne
Film A teraz coś z zupełnie innej beczki jest zbiorem skeczy, które zostały nagrane na nowo i sprawnie połączone w całość (która jednak nie jest klasycznym filmem pełnometrażowym), między innymi poprzez animacje Terry'ego Gilliama. Składa się na niego wiele znanych skeczy, np. Martwa papuga, Jak być niewidzialnym, Brudny widelec, Najzabawniejszy dowcip świata, Piosenka drwala i wiele innych.